# Робер Стюарт д'Обіньї
Робер Стюарт д'Обіньї (*Robert Stuart d'Aubigny, 1470 —†1544) — шотландський аристократ, маршал Франції, учасник Італійських воєн.

## Життєпис
Походив з аристократичного роду Стаюртів. Син Джона Сюарта, графа Леннокса. У 1493 році за протецією свого влада вільгельма увійшов до складу шотландської гвардії короля Карла VIII. Брав участь у його поході у 1494 році. Після захоплення Неаполітанського королівства стає намісником Калабрії. Згодом веде боротьбу з арагонцями та іспанцями на півдні Італії. У 1495 році здобуває перемогу у битві при Семінара.
Король Людовик XII призначаэ його коннетаблем Неаполітанського королывства. У 1507 році відзначився при облозі Генуї. Брав участь у битвах, при Ан'ядело у 1509 році, облозі Брешиї, битві при Равенні у 1512 році, при Новарі у 1513 році. У 1514 році король надає йому звання маршала Франції.
У 1515 році на чолі французької амрії вдерся до Італії. тут переміг при Віллафранка-П'ємонте армію Просперо Колонна. Того ж року був активним учасником при Маріньяно. У 1525 році - учасник битви при Павії.
У 1536 році обороняв Прованс від іспанської армії. Помер у 1544 році.